# 식사 준비

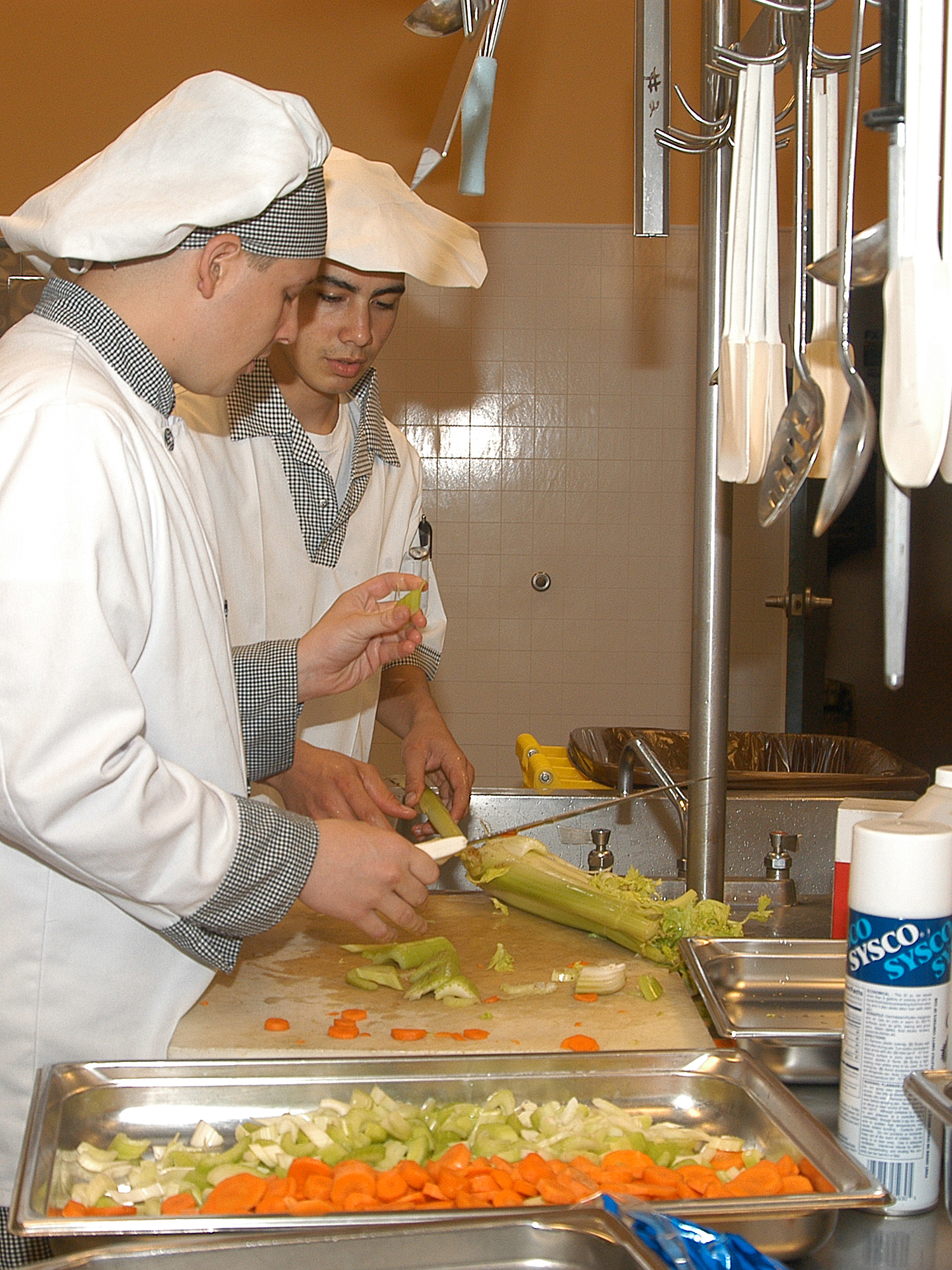
워싱턴주 해군항공대(Whidbey Island)의 음식 준비

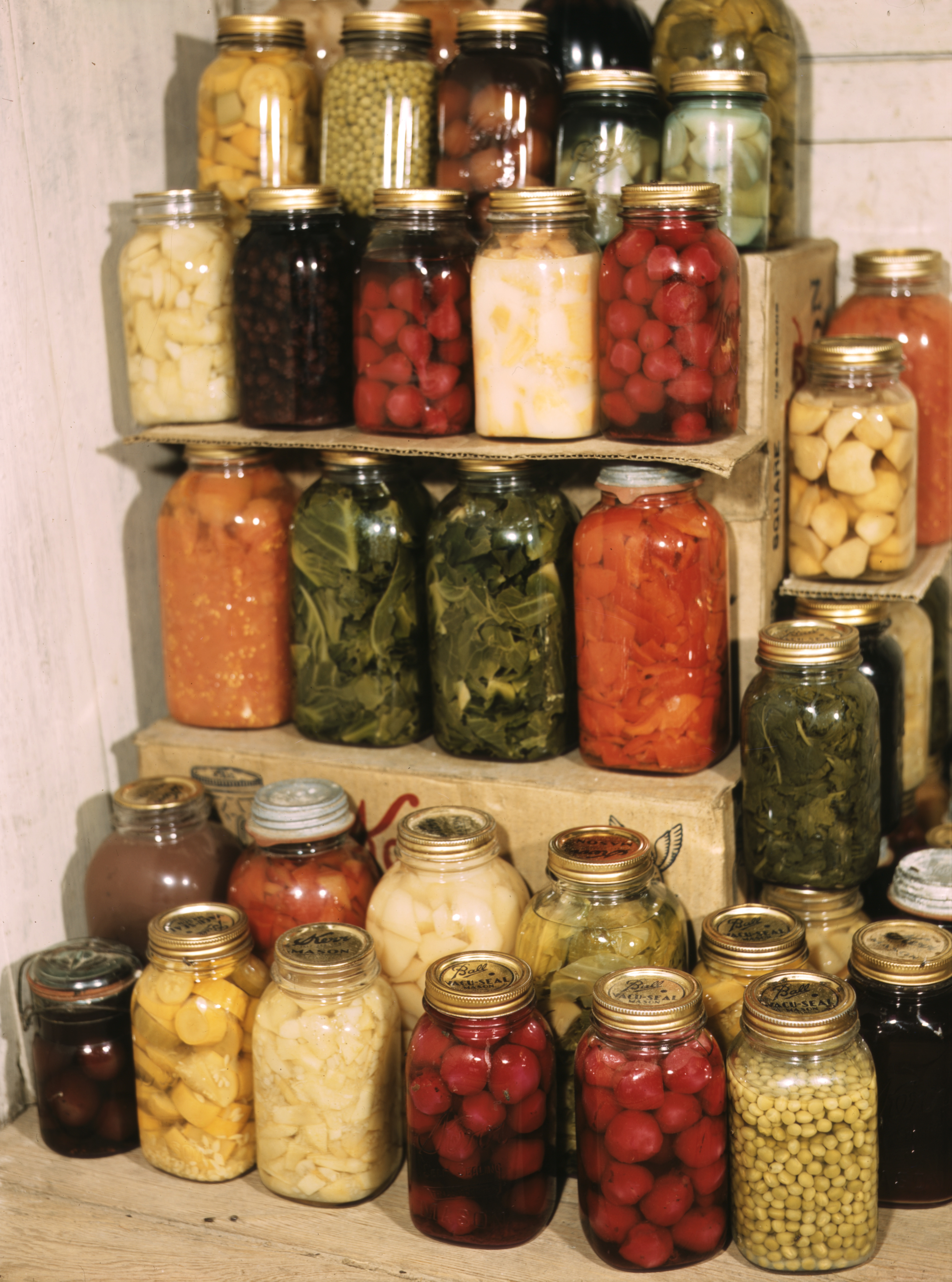
보존 식품

식사 준비(food preparation) 란 먹기 위해서 식료품을 준비하거나 요리하는 모든 행동을 말한다. 이 때 식사 준비와 조리는 약간의 차이가 있는데, 조리는 오직 식자재를 먹기 좋도록 만드는 행동만을 말하지만, 식사 준비는 재료 선택, 조리, 식기구 준비 등을 모두 포함한 것을 말한다. 이 행동에는 많은 조리법, 도구를 포함해 식자재를 결합하거나 만들어냄으로써, 풍미나 음식을 잘 소화할 수 있게 하는 것을 포함한다. 일반적으로 식사를 준비하기 위해서 여러 준비를 해야 하는데, 재료의 양과 식자재의 요리 방법을 선택하고, 순서대로 진행하면서 노력하면 자신이 원하는 음식을 만들어 낼 수 있다. 대부분 '식사를 준비한다'는 것은 식자재를 조리한 (굽는) 다는 뜻을 담고 있다고 생각하지만, 식사 준비에는 조리 뿐만 아니라 화학적, 생물학적, 그리고 물리적인 의미들도 담고 있다.
'식사 준비'에는 다음과 같은 요소들이 구성한다.

## 식사를 준비하기 위한 요소
- 셰프 – 다른 사람들을 위해 전문적인 요리를 하는 사람을 말한다. 동시에 요리의 맛이나 향기를 더욱 내기 위해서 연구하거나, 요리를 보기 좋게 꾸미는 일도 한다. (예: 푸드 코디네이터)
- 조리 – 음식을 먹기 위해서 준비하는 행동을 말한다. 조리의 구성 요소에는 레시피, 조리도구, 조리법이 있는데, 이로써 풍미가 느껴지거나 소화에 도움을 줄 수 있다. 일반적으로 조리를 하려면 식자재의 양과 조리하는 방법을 선택하고, 순서대로 진행하며 조리한다면 자신이 원하는 요리를 만들 수 있다.
- 요리 – 조리하거나 연습을 통해 만들어진 음식이며, 그 지역의 문화에 따라서 분명히 달라지기도 한다. 또한 예로부터 내려온 문화에 따라서 만들어지는 요리도 있는데, 이를 전통 요리라고 한다. 보통 현재 그 지역이나 장소에 위치한 문화에 따라 이름이 붙여진다. 요리는 그 요리의 재료나 조리법에 따라 큰 영향을 받으며, 재료나 조리법이 조금만 달라도 요리는 전혀 달라지는 경우도 있다.

## 조리하는 방법

### 조리

#### 베이킹
베이킹은 열의 대류 현상에 의해서 재료를 부풀어 오르게 하는 방법을 말한다. 보통 오븐에서 굽지만, 피자와 같은 특정한 음식은 화덕이나 뜨거운 돌 위에서 구워내기도 한다.
- 블린드 베이킹 –

#### 끓이기
끓이기는 뜨겁게 달아올라 끓는점에 도달한 액체가 빠르게 증발하는 동안, 증기압이 발생해 재료 주위를 둘러싼 뒤 압박하여 온도가 올라가게 하는 방법을 말한다.
- 데치기 –
- 브레이징 –
- 코들링 –
- 삶기 –
- 우려내기 –
- 포칭 –
- 가압증자 – 압력솥이 그 예이다.
- 찌개 끓이기 –
- 찌기 –
- 스티핑 –
- 국 끓이기 – 스튜와 같다.
- 보온 조리 – Vacuum flask cooking을 참고할 것.
- 더블 스티밍 –

#### 그릴
그릴은 연소하는 물질으로부터 나오는 뜨겁고 건조한 열을 통해 구워내는 방법을 말한다. 주로 철판으로 구워낸다.

#### 프라이
프라이는 기름이나 지방을 이용한 조리 방법으로, 대략 기원전 2500년 전 고대 이집트에서 처음 쓰였다고 한다.
- 튀기기 –
- 핫 솔트 프라잉 –
- 핫 샌드 프라잉 –
- 지지기 –
- 프레져 프라잉 – en:Pressure Frying
- 소테 –
- 볶기 –

#### 오븐 조리
전자레인지 –

## 같이 보기
- 요리법